# Свято-Дмитрівська церква (Ромодан)
Свято-Дмитрівська церква — храм Полтавської єпархії Української Православної церкви (МП) у селищі міського типу Ромодані Полтавської області.

## З історії храму
Церква була закладена 8 листопада 1897 року, — здійснив цей обряд настоятель Шарковщинського храму Петро Білик. Власне храм був приписаний до Свято-Преображенської церкви с. Шарківщина.
У 1907-8 роках будівництво церкви в цілому було завершено. 
Початково це був досить великий мурований холодний храм на п'ять куполів, з'єднаний зі дзвіницею. Усередині храмовий простір не був розписаний, але мав майстерно виконані ікони в пишних багетах. 
У церкві діяла двокласна церковнопарафіяльна школа при станції Ромодан. За статистикою в 1912 році храм мав парафіян привілейованих станів — 128, міщан — 76, козаків — 116, селян — 1480.
Церкву в храмовому приміщені закрито 1932 року. Будівлю пристосовано під клуб залізничників. Знято хрести, понівечено та конфісковано церковне начиння.
Втім у воєнний (з 1941 року) і недовго по війні у церкві відновили богослужіння.
У 1962 році радянська влада вдруге відбирає приміщення церкви і вдруге влаштовує в ньому залізничний клуб. 
У 1990 році приміщення храму було повернуто православній громаді, і 8 листопада того ж року, на храмове свято, церкву наново освятили. Церковну громаду зареєстровано 20 березня 1992 року за № 60. Богослужіння проводяться у культовій споруді. 
У 1990–7 роках у церкві виконано розписи художниками В. Брикульцем, Ю. Державницьким, О. Лутовичем.
Із священиків храму є відомими: 
- Олексій Васильович Станіславський (1912);
- Пантелеймон Місюренко (1941);
- Іван Черебило (1950-і);
- Кузьма Вєтушко (поч. 1960-х);
- М. Грицай (1990);
- ієрей Дмитро Лутович (1990-і);
- Димитрій Двужилов (1990-і);
- ієрей Валерій Савчук (2008).